# MTV 90s
Az MTV 90s a Paramount Global nemzetközi televíziós zenecsatornája, mely a 90-es évek zenei videoklipjeit sugározza. Az MTV 90s váltotta az MTV Rocks csatornát 2020. október 5-én, közép-európai idő szerint 05:00 órakor. A csatorna elérhető Európában, a Közel-Keleten, Észak-Afrikában, és Észak-Ázsiában is.

## Története

### Indulás előtt
2004. november 30-án a VH1 Classic Europe bemutatta a 90-es évek zenei videóit tartalmazó  műsorát a "Smells Like the 90's" címűt. Azóta a VH1 Classic Europe több tematikus műsort is bemutatott a 90-es évek klipjeivel. 
- The 90's Alternative – alternatív videók a 90-es évekből
- The 90's Chilled – chill out klasszikusok a 90-es évekből
- The 90's Danced – klasszikus dance és elektronikus dalok a 90-es évekből
- The 90's Partied – Party slágerek a 90-es évekből.
- The 90's Popped – Popzene a 90-es évekből
- The 90's Rocked – Rock a 90-es évekből
- The 90's Years – Válogatás zenei videókból egy adott 90-es évből.

2012. július 1-én a VH1 Classic Europe megszüntette ezeket a programokat. 2015. áprilisában a VH1 Classic Europe elindította a 90-es évek zenei videóinak maratonját a "Nothing But the 90's" címűt, mely három hetente hétvégenként volt látható. 2018. január 9-én újabb műsor jelent meg a csatornán, a „90s Boys vs 90's Girls”. Még ez év végén a csatorna beszüntette ezt a műsort, és szeptemberben a "Nothing But the 90's" is megszűnt. A "Smells Like the 90's" utolsó sugárzása 2020. szeptember 19-én volt. Másnaptól kezdve a VH1 Classic Europe 'MTV 80's Takeover' névvel kizárólag a 80-as évek slágereit sugározta, egészen a csatorna október 5-ei megszűnéséig. Helyét ekkor az MTV 80s vette át. 
Az utolsó videó amit bemutattak a 90-es évek dalaiból, a VH1 Classic Europe-on a Garbage "Only Happy When It Rains" című dala volt.

## Pop Up csatorna és az indulás
2016. május 27. és június 24. között az MTV 90s ideiglenes pop-up csatornaként sugárzott, és az MTV Classic UK-t váltotta. 2020. október 5. óta az MTV 90s csatorna teljes csatornaként sugároz az Egyesült Királyságon, és Írországon kívül, mely az MTV Rocks csatornát váltotta fel Európában. Az első klip az MTV 90s-en Whitney Houston "I Will Always Love You" című dala volt közép-európai idő szerint 05:00 órakor.
A csatorna amerikai popzenét, brit pop, europop, eurodance zenéket sugároz, valamint lány, és fiúbandák klipjeit, hip-hop, house és alternatív rock zenéket. Az MTV 90s-en láthatók a legjobb filmzenék, a népszerű himnuszok, dance klipek, az évtized ismert előadóitól, úgy mint:  Madonna, George Michael, Elton John, Prince, Mariah Carey, Céline Dion, Cher, Kylie Minogue, Tina Turner, Lisa Stansfield, Toni Braxton, Britney Spears, Ace of Base, Aqua, Spice Girls, Vengaboys, Take That, Backstreet Boys, Boyzone, Snap!, Dr. Alban, 2 Unlimited, Jamiroquai, Björk, Moby, The Prodigy, Roxette, Alanis Morissette, TLC, En Vogue, SWV, No Doubt, Garbage, The Cranberries, The Cardigans, Simply Red, Bryan Adams, R.E.M., Sting, Genesis, Bon Jovi, Guns N’ Roses, Metallica, Aerosmith, Nirvana, Pearl Jam, U2, Red Hot Chili Peppers, Lenny Kravitz, Oasis, Blur, The Smashing Pumpkins, Green Day, The Offspring és mások. Michael Jackson nincs jelen a rotációban, kivéve a "Scream" című klipje hugával, Janet Jacksonnal.
A klipeknél az album és az előadó nevét tartalmazó szalag az MTV Europe által 1987, és 1998 között használt stílust alkalmazza (a klasszikus ún. "MTV szíjat")
2021. május 26-án az MTV 90s váltotta az MTV Music 24-et Hollandiában. 2021. március 1-én az MTV 90s a bein hálózatán keresztül kiterjesztette sugárzási területét Közel-Keletre, és Észak-Afrikára.
2022. március 31-én elindult a csatorna brit változata, teljesen új arculattal, és logóval, felváltva az MTV Base UK-t.
A Paramount Networks EMEAA szerkezetátalakításának részeként az MTV 90s hivatalosan is elindult az ázsiai-csendes-óceáni régióban 2022. szeptember 1-jén 12:10-kor, felváltva az MTV pánázsiai változatát. Ugyanekkor a csatorna felvette a brit verzió arculatát, a dal adatait tartalmazó szalagok innentől kezdve a dalok megjelenési éveit is tartalmazzák.  Sőt, a műsorrendet is módosították, hogy az alkalmazkodjon a különböző időzónákhoz.  Az MTV 90s néhány országban elérhetővé vált, ahol már létezett testvércsatornája, az MTV Live. 2023. szeptember 1-jétől az MTV 90s az Astro műholdon is elérhető a 719-es programhelyen.
2025. január 1-jén a csatorna az MTV Live-val és az MTV Hits-szel együtt megszűnt Hollandiában.

## Magyarországi vétel
Az MTV 90s az MTV Rocks nevű csatornát váltotta, míg az MTV 80s a VH1 Classic csatornát. A csatorna Magyarországon kívül 43 millió háztartásban fogható. Hazánkban a Magyar Telekom IPTV és műholdas szolgáltatásában, valamint a Vodafone kábeles, és a Direct One kínálatában található.

## Formátum
A csatorna indulása óta a Now 90s brit zenecsatorna formátumában sugároz. A csatorna nem sugároz semmilyen közleményt, vagy kereskedelmi reklámot. 
Az indulás óta az MTV 90s 16:9 SD felbontásban sugároz. Az összes videoklipet digitalizálták. A 4:3 arányban felvett klipek a képernyőn kis fekete oldalfallal lett adaptálva. 

## Műsorok

### Szokásos programok
- "Ultimate 90s Playlist"
- "Mmm Bop! Perfect 90s Pop"
- "Saved by The 90s!"
- "Never Forget The 90s!"
- "Alternative 90s Anthems"
- "90s Mixtape!"
- "Girl Power Hour"

### Napi ajánlatok
- "This is How We Do 90s Hip Hop + RnB"
- "90s Dance Anthems"
- "Non-Stop 90s Europop!"
- "Boys Vs Girls: 90s Hits Battle!"
- "90s Biggest Ballads!"
- "Truly, Madly, Deeply... 90s Love!"

### Top 50
- 90s Boys Vs Girls![7]
- 90s Dance Classics![8]
- 90s Girls![9]
- 90s Hip Hop & R'N'B![10]
- 90s Pop Hits![11]
- 90s Rocks Anthems![12]
- 1990-1994: Back 2 the Hits![13]
- 1995-1999: Back 2 the Hits!![14]
- Best First Hits of the 90s![15]
- Biggest Albums of the 90s![16]
- Biggest Voices of the 90s![17]
- Boybands Vs Girlbands![18]
- Heartbreak Hits of the 90s![19]
- I Like to Move It 90s Party![20]
- Sing It Back 90s Karaoke Classics![21]
- Videos That Defined the 90s![22]
- Top Hits Of 1999!
- Top Hits Of 1995!
- 90s Alternative Anthems!
- 90s @ The Movies!

### Újév
- "It's A 90s New Year's Party!"
- "Happy New Year from MTV 90s!"

### Törölt műsorok
- "Ain`t No Party like a 90s Party!"
- "MTV 90s Top 50"
- "This Is How We Do A 90s Houseparty!"
- "It Takes Two: 90s Duets!"
- "MTV's Sounds Of ....!" (1990-1999)
- Top 40 – 90s Alternative Anthems![23]
- Top 40 – 90s At The Movies![24]
- Top 40 – 90s Worldwide №.1s![25]
- Top 40 – Encore Fois: 90s Eurodance Hits![26]

## Linkek
- Screenshots of the TV channel "MTV 90s" on the frequency "MTV Classic UK" on itizaps.net
- Screenshots of the TV channel "MTV 90s" on the frequency "MTV Classic UK" on VK.com
- Screenshots of the TV channel "MTV 90s" on itizaps.net
- Screenshots of the TV channel "MTV 90s" (16:9) on VK.com